# Fermis paradox
Fermis paradox är motsättningen mellan den beräknade sannolikheten för utomjordiskt liv i universum, såsom Drakes ekvation, och den brist på bevis för intelligent liv på andra platser än jorden som råder. Paradoxen har fått sitt namn av den italiensk-amerikanske fysikern och nobelpristagaren Enrico Fermi, som 1950 ska ha formulerat frågan ”Var är de?”, apropå att inga tecken på liv på andra planeter i form av till exempel rymdskepp eller radiokommunikation har påträffats.

## Faktorer som hävdats som skäl till att inga främmande civilisationer hittills upptäckts
- Troligen finns närmaste civilisation långt borta. Eventuella radiosignaler därifrån skulle snabbt avta i styrka. En svag radiosignal är svår att upptäcka bland tusentals frekvenser. Dessutom är det inte självklart att just radiosignaler skulle vara det medium som andra civilisationer använder sig av.

- Andra civilisationer har kanske högst medvetet valt att inte upprätta kommunikation med oss (prime directive).

- En molntäckt himmel kan vara allmänt förekommande. Intelligenta varelser har eventuellt inte förstått att de befinner sig i världsalltet.

- Enligt dagens vetenskap kan inga varelser färdas snabbare än ljusets hastighet. Trots det har det spekulerats i att man även med en måttlig färdhastighet skulle kunna befolka Vintergatan någorlunda snabbt. Om man exempelvis sände ut en befolkningsexpedition från jorden med en miljon års mellanrum och fann beboeliga planeter (samtidigt som de redan befolkade planeterna gjorde samma sak med samma tidsintervall), så skulle Vintergatan i sin helhet kunna vara befolkad inom loppet av 40 miljoner år.

- Den sällsynta förekomsten av civilisationer kan bero på deras relativt korta existens. Kärnvapen, epidemier och naturkatastrofer till följd av exempelvis asteroidkrockar utgör ett uppenbart hot. Människan har i sin nuvarande form existerat i ungefär 200 000 år och bara sedan 1970-talet har man aktivt letat efter livstecken från andra håll.

- Försök till kontakt kan ha gjorts innan mänskligheten haft tekniska möjligheter eller förståelse för vad utomjordingar kan vara (forntida astronauter). Eller så tar en främmande civilisation försök till kontakt efter att människan slutat att existera.

- Uppkomsten av intelligent liv kan vara en ytterst ovanlig företeelse som kräver ett flertal tillfälligheter (Rare Earth-hypotesen). En jordlik planet på precis rätt avstånd av en stjärna och i ett passande skede av dess livscykel kan vara sällsynt förekommande. Jordens rotation stabiliseras och påverkas av månen, ett sammanhang som kanske inte är så vanligt. Likaså de stora gasjättarna på ett lämpligt avstånd som genom sin tyngdkraft och placering skyddar jorden från att träffas av främmande himlakroppar.

- Vi kanske befinner oss längst fram i utvecklingen i Vintergatan eller i hela universum.

- Utomjordiskt liv kanske existerar på vår planet utan vår vetskap, menar vissa. Måhända håller utomjordiska civilisationer oss under uppsikt och kontrollerar våra förehavanden.

### Det stora filtret
I samband med Fermis paradox pratar man om det stora filtret (engelska the great filter). Det är vad det vara må som förhindrar att död materia med tiden ger upphov till expanderande och bestående liv enligt Kardasjevskalan. Det hinder som man oftast kan komma överens om är livets uppkomst (abiogenes), den gradvisa processen som resulterar i allt större komplexitet i själv-replikerande molekyler genom slumpvis förekommande kemiska processer. Andra föreslagna stora filter är uppkomsten av eukaryotiska celler eller uppkomsten av meios eller något av de nödvändiga stegen i evolutionen till en hjärna som har förmågan att utföra komplexa logiska operationer.  
När astrobiologerna Dirk Schulze-Makuch och William Bains gjorde en översikt över livets historia på jorden, inklusive konvergent evolution, kom de fram till att övergångar som uppkomsten av fotosyntes som producerar syrgas, eukaryotiska celler, flercelliga organismer och intelligent användning av verktyg har stor sannolikhet att inträffa på en planet som liknar jorden, om de får tillräckligt med tid på sig. Schulze-Makuch och Bains menar att det stora filtret kan vara abiogenesis, uppkomsten av teknologisk intelligens på människans nivå eller oförmåga att kolonisera andra världar på grund av själv-destruktion eller brist på tillräckliga resurser.